# Општина Дурнешти (Ботошани)
Дурнешти (рум. Durneşti) општина је у Румунији у округу Ботошани.
Oпштина се налази на надморској висини од 156 m.